# Torres de Altamira
Las Torres de Altamira son las ruinas de un castillo medieval y que fue la casa matriz de la familia de los Moscoso, poderosa familia que jugó un destacado papel en la Edad Media en Galicia.

## Situación
El castillo de las Torres de Altamira se sitúa en el municipio de Brión, en la provincia de La Coruña. Estos vestigios son el monumento más importante y significativo de este municipio. Declarado Bien de Interés Cultural. Hoy en día es propiedad de la Diputación Provincial de La Coruña.
Está ubicado en la aldea de la Torre, en la parroquia de Brión, rodeadas de un magnífico paisaje. Desde este lugar se domina con la vista todo el Valle de la Mahía.

## Historia

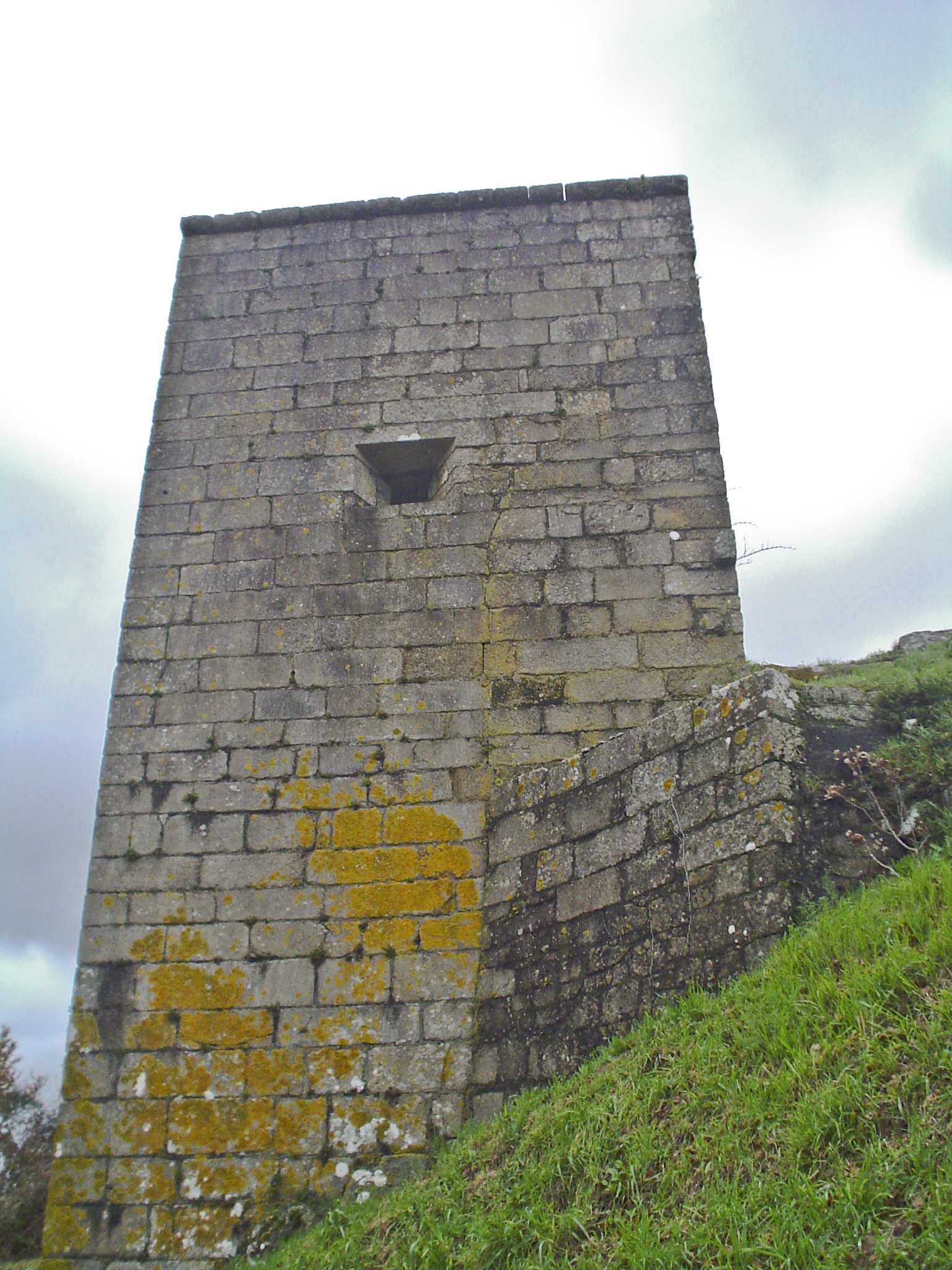
Una de las torres.

Las ruinas del castillo son lo que queda del que se construyó en el siglo IX sobre los restos de un antiguo castro de la antigüedad. Este yacimiento arqueológico suele ser denominado "Castro de Altamira", sin que se conozcan con exactitud sus dimensiones o características. La fortificación del siglo IX se mantuvo hasta el año 1073, año en el que fue arrasada por Gonzalo de Moscoso, hijo de un tal Beremundo, castillo del que no se saben cuáles eran sus dimensiones, ni las dependencias con las que contaba. Después de esto su reconstrucción se vio dificultada por la prohibición ordenada por el rey Fernando II en 1180 de construir nuevas fortalezas en la “Tierra de Santiago” sin autorización expresa del arzobispo de Compostela. Perteneció a familia de los Moscoso desde el siglo XV en adelante.
Fue de nuevo derruido por los Irmandiños en el siglo XV (1431-1469), durante la revuelta y reedificado en 1471. Curiosamente, las nuevas murallas ya fueron adaptadas para resistir el impacto de los proyectiles de pólvora. Posteriormente fue asediada en el año 1471, por las tropas del arzobispo de Santiago, bajo el mando de su propio hermano Luis de Acevedo, sin mucha suerte. 
Desde 1480 habitó el castillo el I Conde de Altamira Lope Sánchez de Ulloa y Moscoso 
Por su posesión se libró de la Batalla de Altamira.

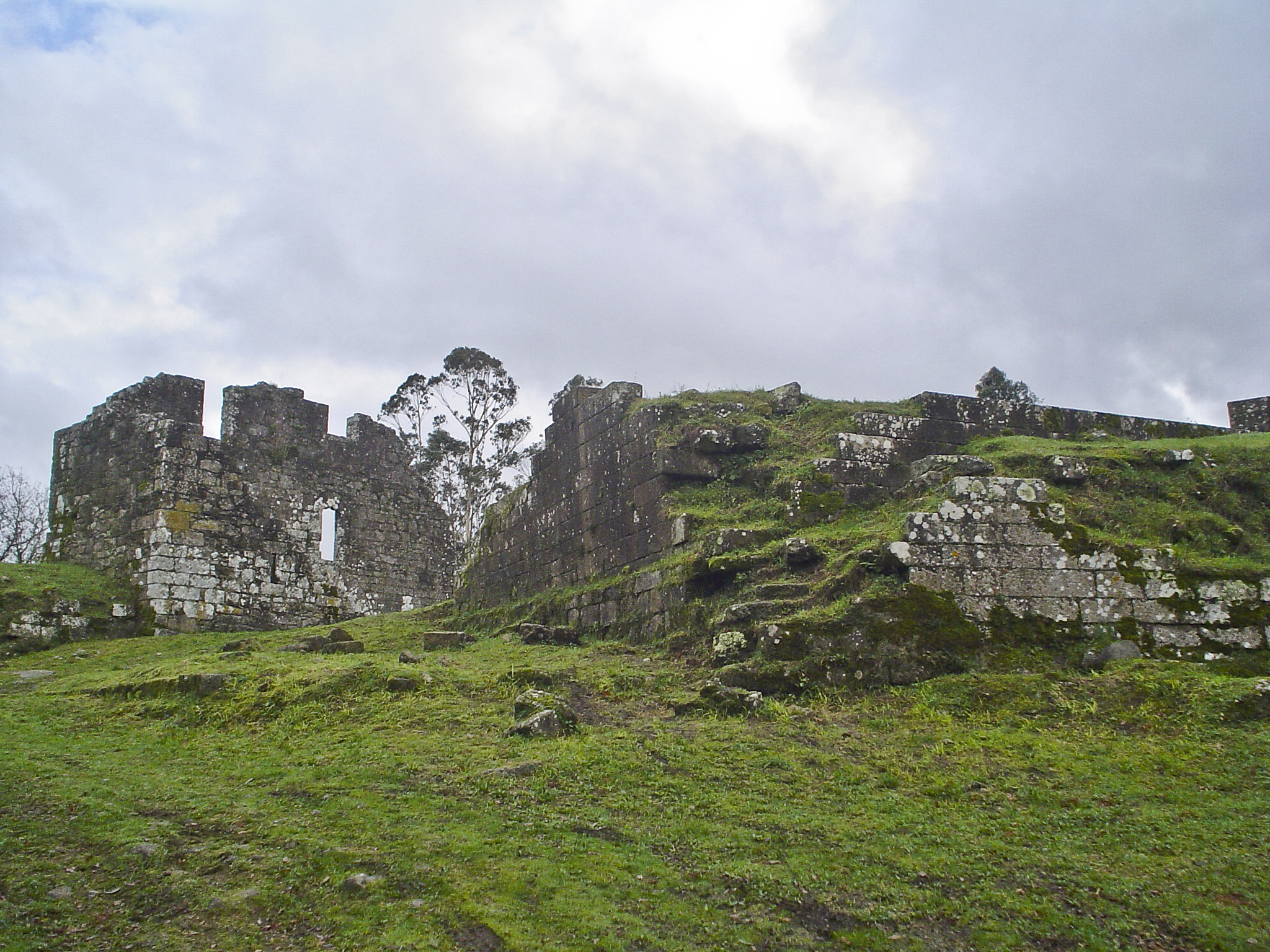
Vista general.

Las obras de mejora y ampliación continuaron durante el gobierno del II conde de Altamira: Rodrigo Osorio de Moscoso, llegando a contar con seis torres, además de un cómodo palacio. Años después, en 1594, el V conde de Altamira: Lope de Moscoso Osorio, ordenó construir en el recinto una capilla bajo la advocación de los Reyes Magos.
Las siguientes obras documentadas se debieron a que la fortaleza estaba en mal estado, rubricando un contrato de obra con el maestro cantero Bieito Vidal, el 29 de marzo de 1629.

### Proceso de ruina
A partir del siglo XVII los condes dejaron de habitar el castillo y ocuparon el Palacio de Trasouteiro, a poco más de un quilómetro de las torres, trasladándose con posterioridad a la corte. Todo indica que en el siglo XVIII sufrió un incendio, que afectó sobre todo al palacio, favoreciendo su abandono. A partir de este momento comenzó su proceso de ruina, siendo a finales del siglo XIX cuando más fue usado como cantera para numerosas construcciones.

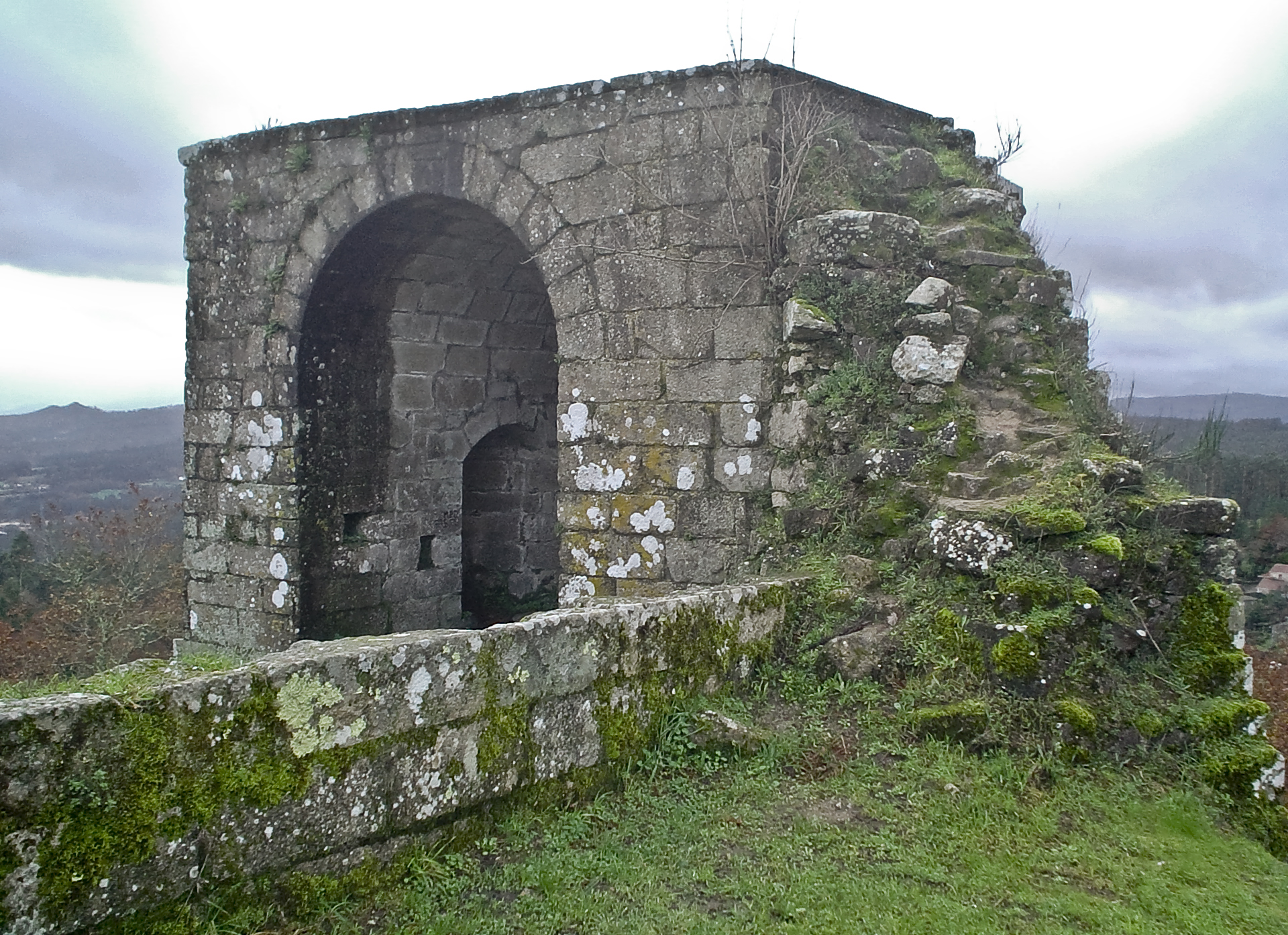
Una de las torres.

En 1872, uno de los herederos de la casa de Altamira vendió las torres, ya en estado de ruinas. Uno de los compradores, un rico campesino que había estado en América, construyó una casa con las propias piedras de la fortaleza. Otro aprovechó la capilla de los Reyes Magos para construirse un cuscurro. También se aprovecharon los sillares en la construcción de la capilla de Santa Minia, cuando pasó a manos del arzobispado, y para las obras de la iglesia parroquial de Brión, llegándose a deshacer también la torre del homenaje.
En 1917 aún se seguía sacando piedras de la fortaleza, hasta que en 1973 las ruinas fueron adquiridas por la Diputación Provincial de La Coruña, que emprendió las obras de limpieza y consolidación de lo poco que quedaba respecto a lo que fue, según la opinión de Ángel del Castillo, una de las mejores fortalezas de Galicia de los últimos años del siglo XV.

### Estado de conservación
En ruinas. Fue parcialmente restaurado en el año 1973. Es Bien de Interés Cultural desde 1994.

## Descripción y características
El castillo tenía seis torres rectangulares, una muralla rodeando un suntuoso palacio, y la capilla de los Reyes Magos, donde estaban enterrados los dueños en opulentos panteones, todos ellos incluidos en un recinto de planta poligonal.
Tras todos los expolios sufridos solo quedan restos de la muralla y de la base de una de las torre de buenos sillares. También se pueden apreciar algunas ventanas con arcos apuntados pertenecientes a la reedificación de 1471, tras el asedio irmandiño.

## Galería de imágenes

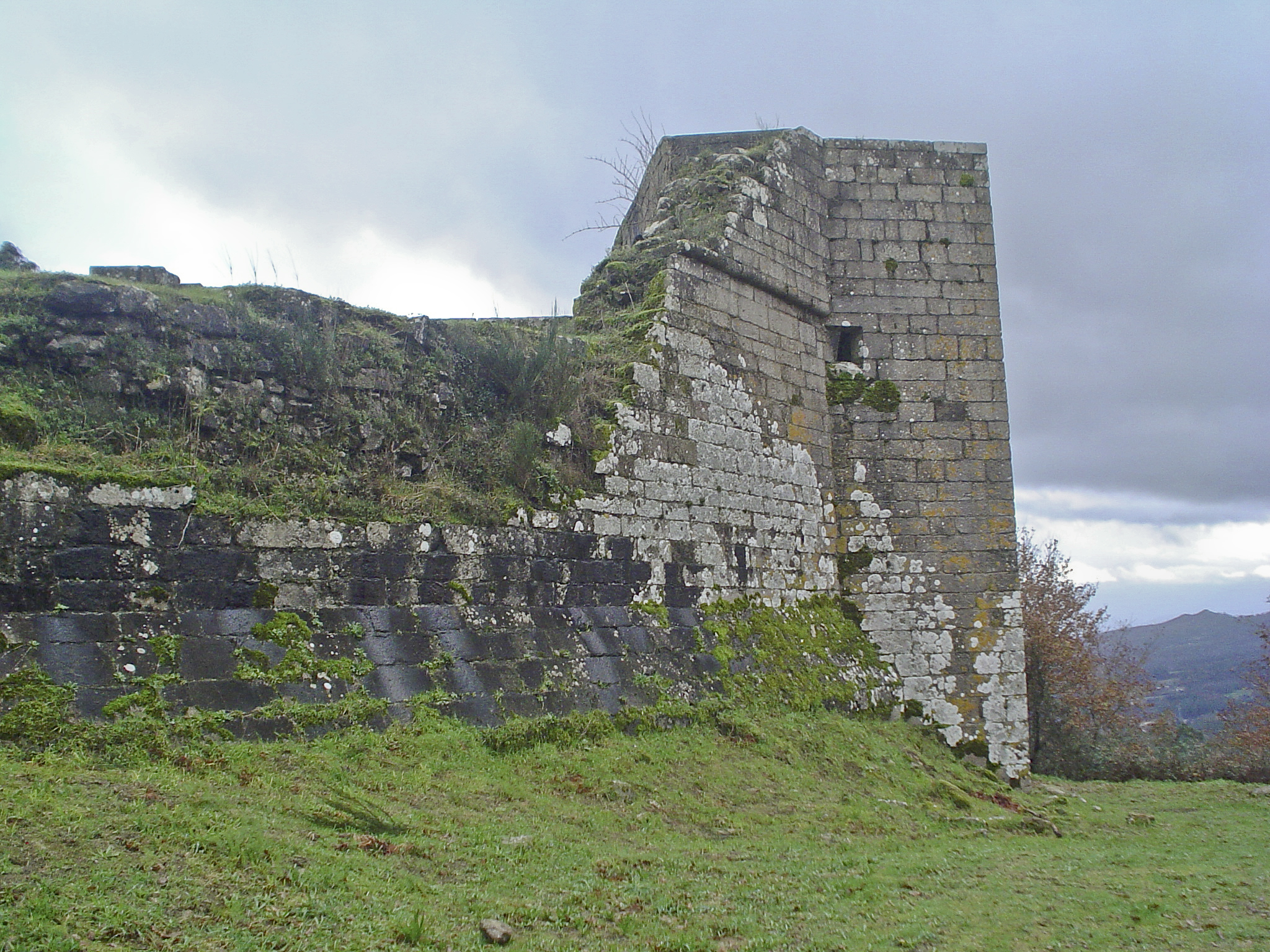
Detalle de la base de los muros.
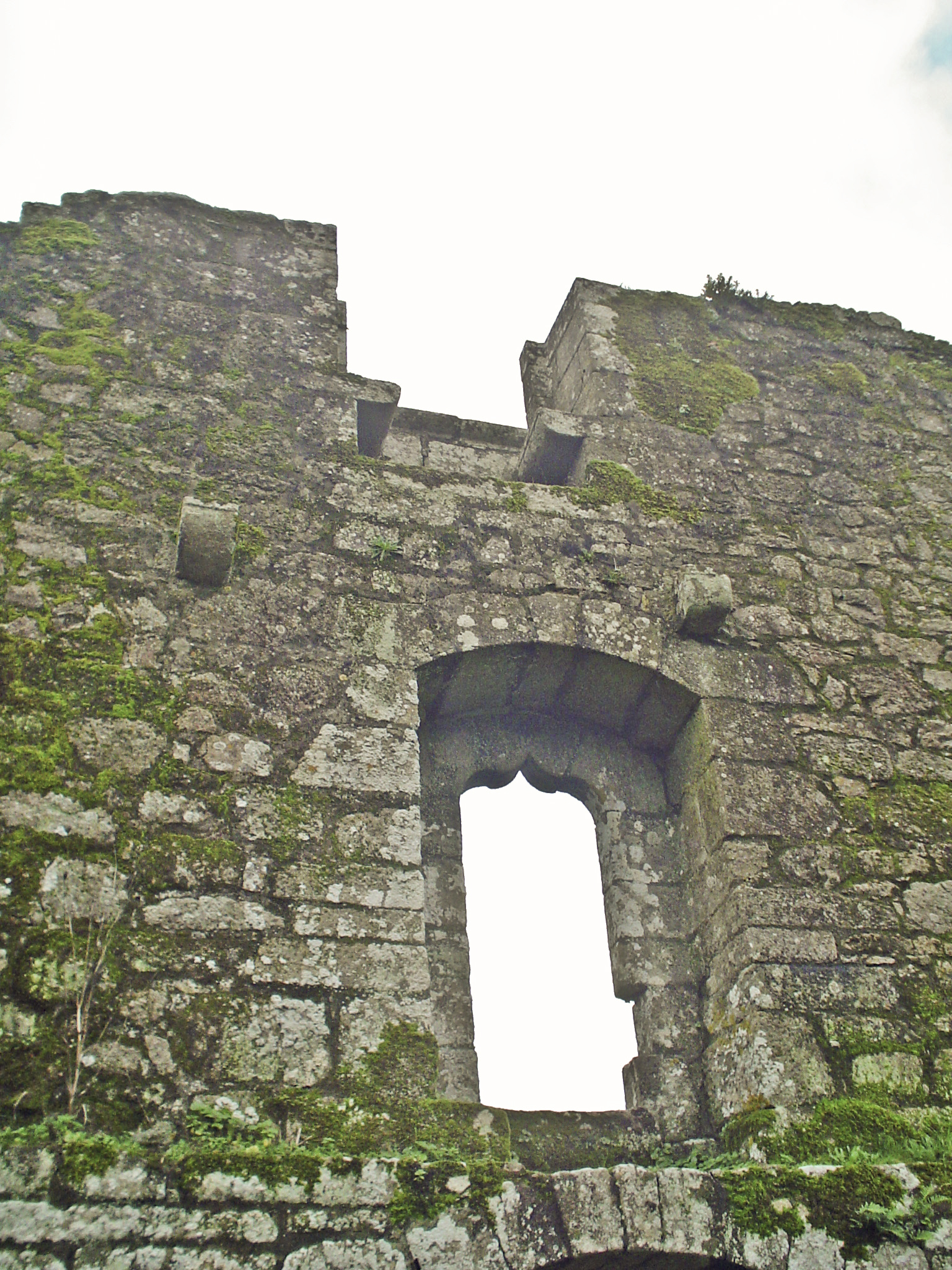
Ventanal gótico.
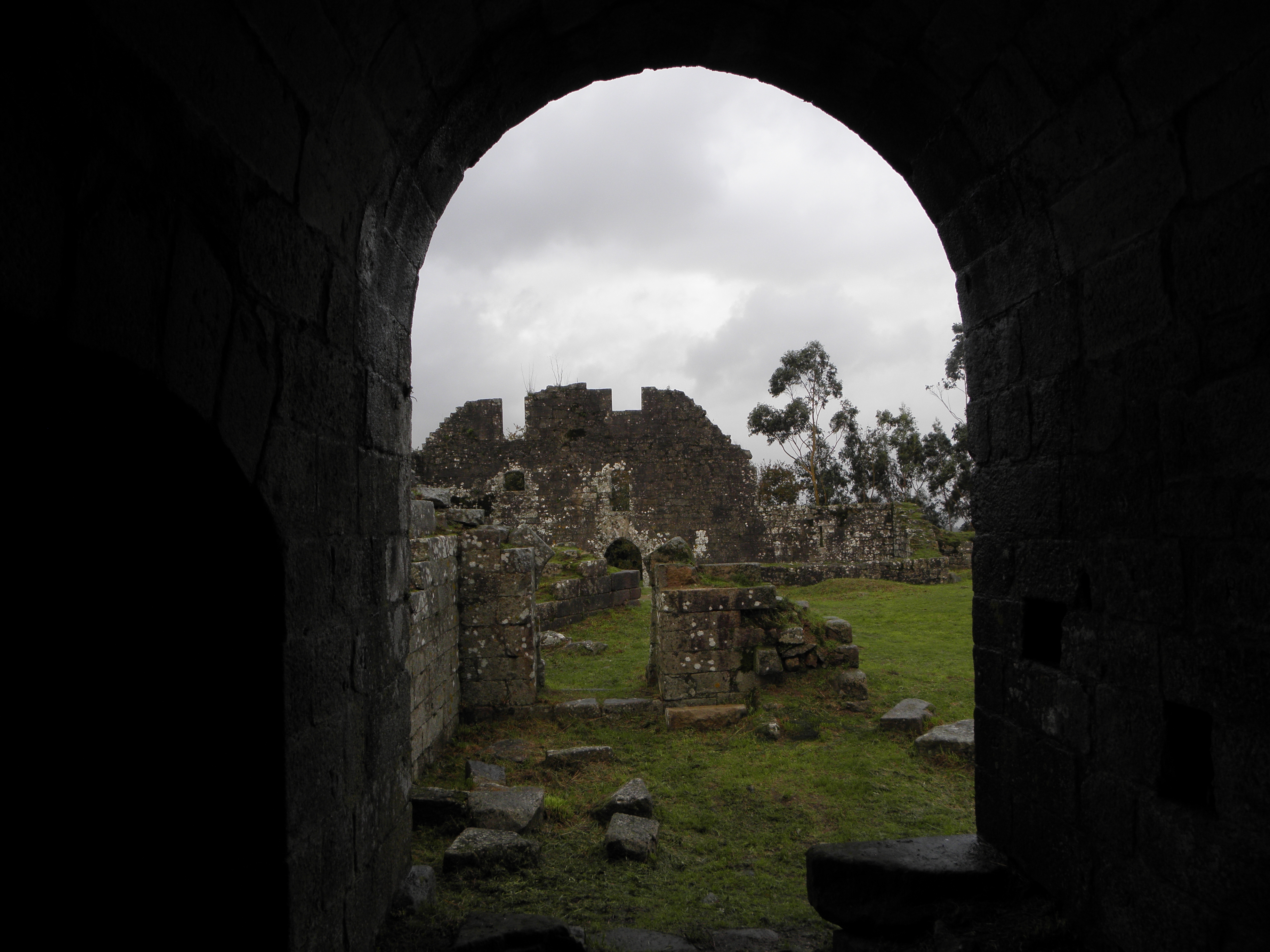
Vista desde el interior.